# 2016 v letectví
Tento článek obsahuje seznam událostí souvisejících s letectvím, které proběhly roku 2016.

## Události

### Leden
- 11. ledna – US Navy vyřadilo poslední S-3B Viking.[1]

### Únor
- 3.ú–5. února – Lockheed Martin F-35 Lightning II italského letectva Aeronautica Militare, sériového čísla MM7332, se stal prvním exemplářem typu který po etapách přeletěl Atlantský oceán na trase mezi italským Cameri, kde byl zkompletován, a NAS Patuxent River v Marylandu, kde byl zařazen do testovacího programu.[2]
- 25. února – Aeronautica Militare převzala první vrtulník HH-101A Caesar.[3]
- 29. února – Indonéské letectvo převzalo poslední z celkem 16 dodaných Embraer A-29B Super Tucano.[4]

### Květen
- 11. května – Dánské královské letectvo obdrželo první tři vrtulníky Sikorsky MH-60R Seahawk z celkem devíti objednaných.[5]
- 11. května – Indické námořnictvo vyřadilo BAE Sea Harrier.[6]
- 12. května – vláda Dánska oznámila, že jako nástupce letounů General Dynamics F-16 Fighting Falcon ve výzbroji Dánského královského letectva byl vybrán typ Lockheed Martin F-35 Lightning II, kterému byla dána přednost před typy Boeing F/A-18E/F Super Hornet a Eurofighter Typhoon.[5] Zahájení jejich dodávek je plánováno na rok 2021.
- 13. května – předseda vlády Belgie Charles Michel oznámil, že letouny F-16 Belgického letectva, zapojené do akcí proti hnutí Daeš, rozšíří oblast svých operací i na území Sýrie.[7]
- 25. května – Armáda Korejské republiky převzala dodávku prvních čtyř bitevních vrtulníků Boeing AH-64E Apache z celkem 36 objednaných.[8]
- 31. května – Bolivijské letectvo zadalo objednávku na devět cvičných letounů Zlín Z-242L.[9]

### Červen
- 15. června – sedm strojů F-16 Fighting Falcon Dánského královského letectva se přesunulo na tureckou základnu Incirlik, aby se odtud podílely na operacích proti hnutí Daeš v Sýrii a Iráku. Jedná se o druhý turnus během nějž se dánské F-16 podílejí na operaci Inherent Resolve.[5]
- 30. června – peruť USMC WMFA-211 „Wake Island Avengers“ nabyla počáteční operační způsobilosti jako druhý útvar letecké složky Sboru námořní pěchoty USA vybavený letouny F-35B Lightning II.[10]

### Červenec
- 1. července – 45. peruť Indického letectva „Flying Daggers“ zařadila do počáteční služby první dva kusy HAL Tejas.[11]
- 4. července – stíhací letouny F-16 Polského letectva se zapojily do operací proti hnutí Daeš v Sýrii a Iráku.[12]
- 11. července – v průběhu Mezinárodního aerosalonu ve Farnborough byla představiteli britské vlády oznámena objednávka 50 bitevních vrtulníků Boeing AH-64E Apache pro Army Air Corps.[13] Byla také potvrzena již dříve oznámená objednávka devíti Boeing P-8 Poseidon pro potřeby Royal Air Force.[14]
- 11. července – 29. července – stroje F-35B Lightning II jednotky USMC VMFA-121 „Green Knights“ se poprvé podílely na leteckém cvičení Red Flag.[15]
- 12. července – Francouzské námořní letectvo vyřadilo z aktivní služby útočné stroje Super Étendard.[16]
- 15. července – 16. července – během pokusu o vojenský převrat v Turecku se letouny Tureckého letectva a vrtulníky Turecké armády zapojily do střetů mezi povstalci a vládními silami na obou stranách.[17]
- 30. července – Chorvatské letectvo převzalo prvních pět vrtulníků OH-58D poskytnutých z výzbroje US Army. Jedná se o první část z plánované dodávky v celkovém počtu šestnácti strojů.[18]

### Srpen
- 1. srpna – Bezpilotní prostředky USAF a vrtulníky a kolmostartující letouny USMC operující z výsadkové lodi USS Wasp rozšířily vedení amerických operací proti hnutí Daeš i na území Libye.[19]
- 2. srpna – Letectvo Spojených států amerických prohlásilo za dosaženou počáteční operační způsobilost (Initial Operational Capability) typu Lockheed Martin F-35 Lightning II varianty „A“. Stalo se tak v případě strojů 34. stíhací peruti USAF dislokované na Hill Air Force Base.[20]

### Září
- 28. září – v Gotthardském průsmyku havaroval vrtulník Super Puma Švýcarských vzdušných sil, přičemž zahynuli dva členové osádky a další letec byl raněn.[21]
- 28. září – Mezinárodní vyšetřovací komise pátrající pro příčinách ztráty Boeingu 777 letu MH17 Malaysia Airlines, který havaroval dne 17. července 2014 ve vzdušném prostoru Ukrajiny, zveřejnila výsledky svého šetření, dle nějž je za jeho zničení odpovědná raketa systému 9K37 Buk, dopraveného z Ruska, vystřelená z území drženého proruskými separatisty.[22]

### Říjen
- 15. října – Americký Úřad pro civilní letectví (FAA) a Ministerstvo dopravy USA vydalo zákaz přepravy telefony typu Samsung Galaxy Note 7 v letadlech kvůli 35 případům vzplanutí tohoto telefonu. 20. října ho zakázaly ve svých letadlech i České aerolinie,[23] kvůli bezpečnosti se k trendu přidala většina leteckých společností po celém světě.

### Prosinec
- 12. prosince – 140. peruť Izraelského vojenského letectva převzala první dva kusy letounu Lockheed Martin F-35I „Adir“.[24]
- 21. prosince – Letectvo Spojených států amerických oficiálně vyřadilo ze služby bezpilotní terčové letouny McDonnell Douglas QF-4 Phantom II, poslední jím provozovanou variantu typu F-4 Phantom II.[25]
- 30. prosince – Letiště Václava Havla Praha odbavilo třináctimiliontého cestujícího.[26]

## První lety
- 29. ledna – Boeing 737 MAX 8, nová generace Boeingu 737 s nižší spotřebou
- 10. února – Airbus A321neo, nová generace Airbusu A321 s nižší spotřebou
- 4. dubna – UL-39 Albi, prototyp českého ultralightu[27]
- 22. dubna – Mitsubishi X-2, japonský experimentální letoun.[28]

- 17. května – Diamond DART 450, rakouský cvičný letoun.[29]
- 31. května – HAL HTT-40, indický cvičný letoun.[30]

- 21. července – Tecnam P2012 Traveller, italský užitkový letoun.[31]

- 8. srpna – FAdeA IA-100, technologický demonstrátor připravovaného argentinského cvičného letounu.[32]
- 17. srpna – Airlander 10, hybridní vzducholoď

- 6. září – HAL Light Utility Helicopter, indický lehký užitkový vrtulník.[33]
- 29. září – Jakovlev Jak-152, ruský cvičný letoun.[zdroj?]
- 4. listopadu – Bombardier Global 7000, kanadský business jet

- 24. listopadu – Airbus A350-1000 imatrikulace F-WWIL

- 17. prosince – Gulfstream G600, americký business jet[34]
- 20. prosince – Boeing T-X, americko-švédský proudový cvičný letoun[35]

## Uvedeno do provozu
- 25. ledna – Airbus A320neo u německé Lufthansy
- 28. června – Comac ARJ21 u Chengdu Airlines
- 15. července – Bombardier CS100 u švýcarské společnosti Swiss
- 2. srpen – Lockheed Martin F-35 Lightning II s Letectvem Spojených států amerických
- 14. prosince – Bombardier CS300 u lotyšské letecké společnosti airBaltic

## Letecké nehody
V roce 2016 se stalo 19 smrtelných nehod komerčních dopravních (civilních), armádních i nákladních letadel, při kterých zemřelo 325 lidí. Po roku 2012 se jedná (v roce 2016) o druhý nejbezpečnější rok v dopravní letecké historii.
- 8. ledna – Havaroval Let West Air Sweden 294, na palubě nákladního Bombardieru CRJ200 v Norsku zahynuli 2 piloti.

- 19. března – Boeing 737-800 letu 981 společnosti Flydubai havaroval během pokusu o přistání na letišti Rostov na Donu, přičemž zahynuly všechny osoby na palubě.[37]

- 19. května – Nad mořem zmizel Airbus A320-200 na Letu EgyptAir 804 z Paříže do Káhiry, pád byl způsobem výbuchem na palubě, nikdo z 66 lidí na palubě nepřežil, v červnu byl nalezen vrak.

- 3. srpna – Při nevydařeném přistání havaroval a vzplál Boeing 777-300ER Letu Emirates 521, letoun byl zničen, zemřel jeden zasahující hasič.

- 28. listopadu – V Kolumbii poblíž města Medellín havaroval kvůli nedostatku paliva charterový Let LaMia Airlines 2933 s brazilskými fotbalisty, trenéry a novináři, 71 lidí zahynulo a 6 přežilo. Jedná se o nejtragičtější leteckou nehodu roku 2016.[38]

- 7. prosince – Havaroval Let Pakistan International Airlines 661, na palubě ATR 42 společnosti PIA v Pákistánu zahynulo všech 47 lidí na palubě.
- 20. prosince – Krátce po vzletu se zřítilo v Kolumbii letadlo na Letu Aerosucre 4544, zahynulo 5 z 6 členů posádky.
- 23. prosince – Byl unešen Let Afriqiyah Airways 209 a byl donucen přistát na ostrově Malta, všichni cestující přežili.

- 25. prosince – Tu-154B-2 ruského ministerstva obrany havaroval krátce po startu z letiště v ruském Soči a spadl do Černého moře. Všech 92 osob, které byly na palubě, zahynulo.